# جوزيف أنطون لوبيز
جوزيف أنطون لوبيز ( 1781 / 1841 ) باللغة الإنجليزية Joseph Anton Lopez وب اللغة الإسبانية José Antonio López.
هو كاهن مكسيكي أسباني في الكنيسة الرومانية الكاثوليكية انتقل إلى الولايات المتحدة عام 1824 بصفته قسيسا بقصر العائلة الإمبراطورية بالمكسيك
وبصحبته أرملة وأطفال الإمبراطور المكسيكي المعدوم أوجستين ليستقر في واشنطن ويصبح قسيسا في دير جورج تاون
وفي عام1833إنضم إلى جمعية يسوع وعمل كاهنا بكلية جورج تاون وفي عام 1840 أصبح لوبيز رئيس الكلية بالنيابة ،بعد وفاة رئيسها آنذاك، وليام ماك شيري، ليكون لوبيز أول رئيس مكسيكي لجامعة أمريكية وعلى الرغم من أن فترة رئاسته استغرقت عدة أشهر قبل مرضه ومن ثم إرساله إلى سانت إنيجوس بولاية ماريلاند للعلاج، إلا أنه اكتسب سمعة حسنة بوصفه اختصاصيًا ملتزما .و بعد وقت قصير من استقالته، توفي في سانت إينيجوس في 5 أكتوبر 1841 .

## مولده ونسبه
ولد القس جوزيف لوبيز في عام1781 لعائلة أسبانية عريقة

## إنتقاله إلى أمريكا
في أعقاب إعدام الإمبراطور المكسيكي أوجستين دي أوتربيد عام 1824 فرت أرملته آنا ماريا هوارتي وأطفالها إلى الولايات المتحدة الأمريكية وأقامت بمدينة جورج تاون في مقاطعة كولومبيا (واشنطن) وانتقل معهم قسيسهم القس لوبيز

## القس لوبيز وجمعية يسوع
تم ترسيم القس جوزيف لوبيز كاهنا في أبرشية بلتيمور Archdiocese of Baltimore وأصبح قسيسا في دير جورج تاون الملحق بأكاديمية الزيارة
ورغم أنه كاهن بالفعل فقد سعى للاعتماد من جمعية يسوع وتم قبوله في 10 ديسمبر 1833

## في كلية جورج تاون
وكيسوعي مبتدئ عمل خلال تشكيله في كلية جورج تاون ليصبح في نهاية المطاف كاهنا فيها
و قد تولى لوبيز منصب رئيس الكلية في 1 يناير 1840 ليكون بذلك أول رئيس للكلية من أصل مكسيكي
وكان القس لوبيز مثالا للانضباط والشدة بين الطلبة وجميع اليسوعيين تحت ولايته

### أحداث بارزة خلال ولايته
من الأحداث البارزة في ولاية القس جوزيف لوبيز إنشاء مجتمع أدبي جمعية أدبية
وكانت المجتمعات الأدبية الجامعية في التعليم العالي الأمريكي نوعا متميزا من التنظيمات وكانت متميزة عن المجتمعات الأدبية عموما وكانت شيئا مهما في الحرم الجامعي

## مرضه وتنبؤه بموعد وفاته
قضى الأب لوبيز في رئاستة للكلية شهورا قليلة قبل مرضه واستقالته ومن ثم تعيين جيمس رايدر خليفة له
وتم إرساله إلى سانت إنيجوس بولاية ماريلاند للعلاج
وقبل وفاته بأسبوع خشي أتباعه أن يموت ولم يجهزوا تابوته بعد، لكنه أخبرهم أنه لن يموت قبل يوم السبت
وصدقت نبوءته ففي 5 أكتوبر 1841 توفي في سانت إنيجوس وتم دفنه في كنيسة القديس أغناطيوس 

## وصلات خارجية
- جوزيف أنطون لوبيز على موقع فايند أغريف

الموقع الرسمي لجامعة جورجتاون